# Michael Lang (Papierfabrikant)
Michael Lang (* 6. Januar 1862 in Ettringen; † 21. Mai 1932 ebenda) war Papierfabrikant und ist Ehrenbürger der Gemeinde Ettringen.

## Leben

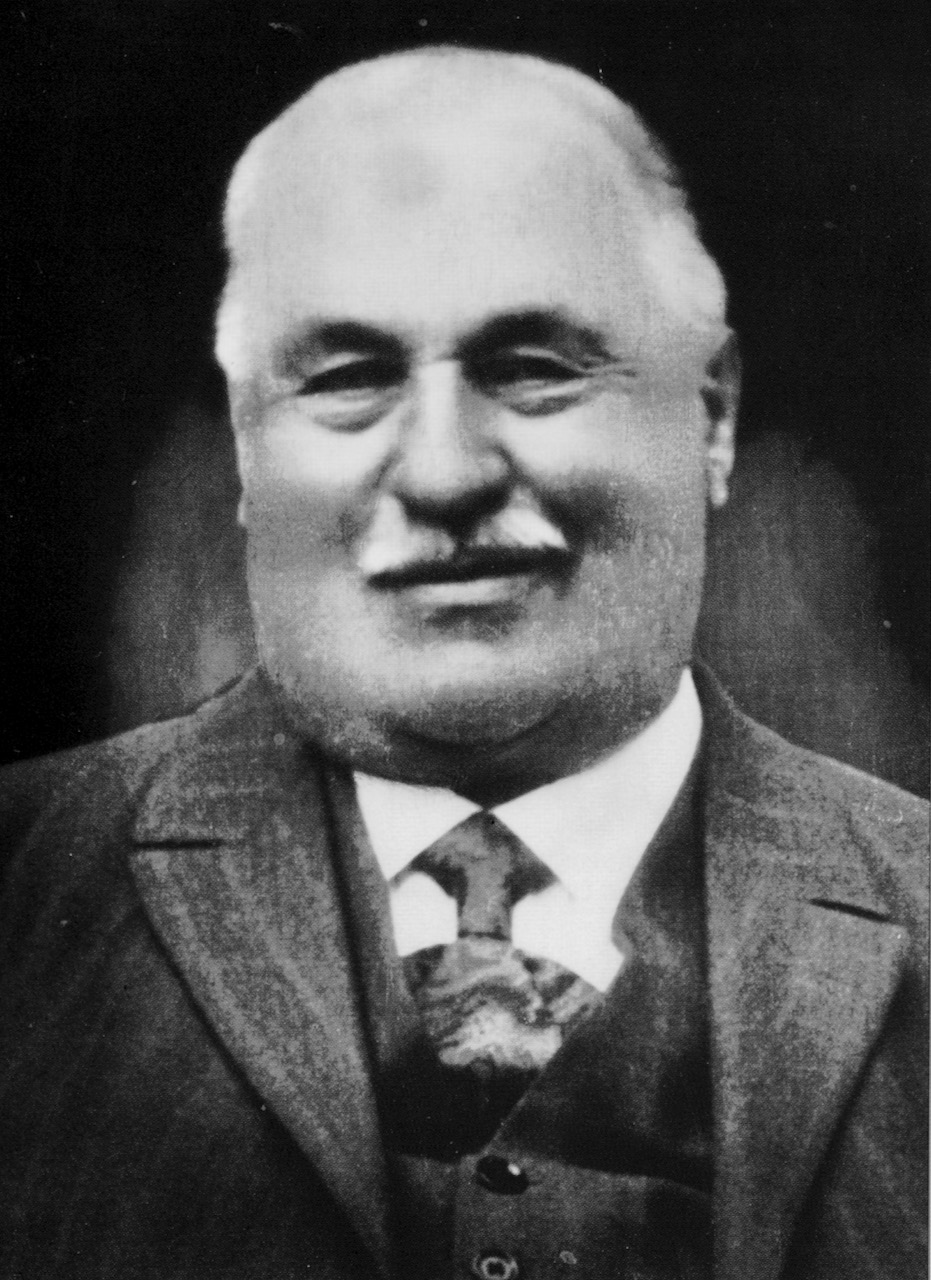
Michael Lang um 1920

Firmengründer Michael Lang entstammt als jüngster von fünf Kindern aus der zweiten Ehe von Johann Martin Lang mit Viktoria Lang, die Eigentümer des Anwesens Nr. 44 – Hausname „Marzjörgle“ (in heutiger Aussprache „Matzörgla“) in Ettringen waren. Michael Lang gründete zunächst zusammen mit seinen älteren Brüdern Johann und Georg ein Sägewerk in Ettringen. Nach einem Brand verlagerten die Gebrüder Lang 1888 ihre Geschäftstätigkeit nach Großaitingen, wo sie das dortige Sägewerk mit nutzbarer Wasserkraft erwarben. 1897 begannen sie  zusätzlich zum Sägewerk in Großaitingen mit der Produktion von Holzschliff in Ettringen östlich der Wertach. Die Firmenbezeichnung lautete von da an „Gebrüder Lang“ mit z. T. wechselnder Rechtsform. (Anmerkung: In alten Gemeindeunterlagen ist fälschlicherweise der älteste Bruder Johann mit dem gleichnamigen Vater verwechselt worden. Tatsächlich waren die Gründer aber die drei Brüder, ohne den Vater.)
Im Jahr 1898 verstarben im selben Jahr sowohl der Vater Johann Martin als auch dessen ältester Sohn Johann (Michaels Halbbruder). Der zweitälteste Bruder Georg übernahm infolgedessen den Bauernhof vom Vater in Ettringen. Nachdem der Holzschliff bald zum wichtigsten unternehmerischen Standbein geworden war, zog auch die Familie von Michael Lang 1899 nach Ettringen zurück. Aufgrund der Doppelbelastung mit Hof und Unternehmen war auch Georg nach einer Übergangszeit aus dem Unternehmen ausgeschieden, sodass Michael Lang ab 1900 Alleineigentümer von Sägewerk und Holzstofffabrik geworden war.  1910 wurde mit dem Kauf der ersten Papiermaschine  zur Herstellung von Zeitungsdruckpapier der Grundstein für die Papierfabrik und das Unternehmen Lang Papier gelegt („Gebrüder Lang GmbH Papierfabrik“).  Das bisher ausschließlich agrarisch geprägte Ettringen erfuhr so seine erste  industrielle Entwicklung. Bis zu seinem Tod 1932 hatte er die Geschäftsführung inne. Danach wurde das Unternehmen in der Familie fortgeführt, bis dieses ab dem 1. Januar 1987 von neuen finnischen Eigentümern übernommen wurde.
Michael Lang war verheiratet mit Barbara Lang, geb. Müller, aus Ettringen. Gemeinsam hatte das Paar acht Kinder.